# Józef Greger
Józef Greger (ur. 24 marca 1880 w Hulczach, zm. 2 lipca 1947 w Krakowie) – polski urzędnik skarbowy.

## Życiorys
Ukończył studia na Uniwersytecie Lwowskim uzyskując tytuł doktora. W okresie zaboru austriackiego w ramach autonomii galicyjskiej został urzędnikiem w c. k. służbie skarbowej. Pracował w Krajowej Dyrekcji Skarbu we Lwowie, potem był referentem w Dyrekcji Podatków w Wiedniu.
Po odzyskaniu przez Polskę niepodległości został urzędnikiem służby państwowej. W latach 20. pełnił funkcję dyrektora (naczelnika) Izby Skarbowej w Krakowie. Współuczestniczył w przygotowaniach prawodawstwa skarbowego pełniąc stanowiska naczelnika wydziału w departamencie budżetowym oraz dyrektora departamentu administracyjnego w Ministerstwie Skarbu. Od 1933 był prezesem Izby Skarbowej w Krakowie. Od września 1934 pełnił stanowisko prezesa Izby Skarbowej we Lwowie. Z tego stanowiska w listopadzie 1936 został mianowany dyrektorem okręgowej Izby Skarbowej w Warszawie.
31 grudnia 1923 został odznaczony Krzyżem Komandorskim Orderu Odrodzenia Polski.
W 1928 był współzałożycielem i głównym działaczem Rady Seniorów Towarzystwa Sportowego „Wisła Kraków”.